# Невољите на покојниот К.К
Невољите на покојниот К.К је југословенски кратки филм из 1963. године. Режирао га је Здравко Велимировић а сценарио је написао Коле Чашуле.

## Улоге
| Глумац          | Улога |
| --------------- | ----- |
| Драги Крстевски |       |